# Ally McBeal
Az Ally McBeal amerikai televíziós sorozat mely a Fox csatornán futott. A sorozat alkotója David E. Kelley. A sorozat főszereplője Calista Flockhart, aki egy fiatal ügyvédnőt alakít a Fish&Cage ügyvédi irodánál. Magyarországon az MTV1 mutatta be 1998. október 30-án.

## Cselekmény
A Cage&Fish egy fiktív ügyvédi iroda, ahol a karakterek többsége dolgozik, egy hely ami tele van szexuális túlfűtöttséggel, amelyet szimbolizál a koedukált mosdó is. Az ügyvédek és a titkárnők a cégnél rutinszerűen randiznak, flörtölnek vagy már eleve történt romantikus történetük egymással, ami gyakran kiderül a tárgyalóteremben vagy éppen az utcán.
A sorozatban sűrűn található szürreális rögtönzések és témák, például amikor Ally találkozik egy helyes, vonzó férfival azonnal beleesik vagy Richard Fish toka fetisizmusa vagy a humoros mondásai ("Fishizmus"). Ugyanakkor a sorozat élénk, drámai fantáziát is tartalmaz, például: Ally-nek a Hooked on a Feeling című sláger dallamára táncoló animált kisbaba.
A sorozat másik színhelye a helyi bár, ahol Vonda Shepard énekel általában, de a szereplők is gyakran megragadják a mikrofont.
A negyedik évadban Robert Downey Jr. csatlakozik a csapathoz, Larry Paul-t, Ally barátját alakítva. A színész az évad végén drogproblémái miatt távozott a sorozatból.

### 1. évad (1997-1998)
"Én normális vagyok, de az életem nem" - ez a fiatal ügyvédnő mottója. A húszas évei vége felé jár, fiatal, szexi, és jól felvágták a nyelvét. Az őszinte szókimondása mindig nehézségekbe sodorja, de ugyanakkor ellenállhatatlanul megnyerő lesz tőle. A munkája során, mint sikeres ügyvédnő, naponta kerül kapcsolatba a legkülönbözőbb emberekkel - habár egy valaki furcsa módon soha nincs jelen: egy férfi. "Ally McBeal a díjazott producer David E. Kelley sikersorozata, aki a forgatókönyv nagyobb részét maga írta. A humor, az értelmes cselekmény, a speciális effektek és megnyerő karakterek különleges elegye országszerte sikeres lett a tv-nézők körében, így vált kultusz-sorozattá.

### 2. évad (1998-1999)
Ally újra itt van. Ezúttal még őrültebbek és észveszejtőbbek a kalandjai, amik "Mr. Tökéletes" keresésére összpontosulnak. Ezáltal kerül a legőrültebb helyzetekbe a leghihetetlenebb férfiakkal. Az irodájában is minden megfordul: különös esetek, halottnak hitt békák, kaotikus ügyek és az új ügyvédnő, Nelle Porter, bőségesen gondoskodik a zűrzavarról. Unisex wc, Barry White éneke, vicces esetek és sok vendégsztár.

#### 3. évad (1999-2000)
Ki az igazi? - Ez a kérdés foglalkoztatja igazán Ally-t. Az az ismeretlen az autómosóból, akivel egy váratlan kalandot élt át? Vagy a sármos hajléktalan? Vagy talán John? Sőt ezekre a kérdésekre nemcsak Ally akar választ, hanem John, Richard és Billy is tudni akarja, hogy mitől lesz ideális egy férfi. És a választ önsegítő csoportok látogatásával és más különös módszerek segítségével próbálják megtalálni. Ennek következménye van: nemek közti szokatlan háború a Fish&Cage-nél, súlyos pánikbetegség Ally-nél.

### 4. évad (2000-2001)
"Mr. Igazi" keresése a negyedik fordulóhoz ért. Ally számára a csillagok állása kedvező, hiszen Larry Paul-lal, az ügyvéddel folytatott románcból, úgy néz ki, hogy több is lesz. De most egy újabb kérdéssel kell megbirkóznia: Hogy tudná megtartani "Mr. Igazit"? Ally kollégái és kolléganői is Káosz-kapcsolatban vannak és ez is további bonyodalmakról gondoskodik.

### 5. évad (2001-2002)
Az 5. évaddal Ally és kollégái búcsúznak. Ally rájön, hogy nem egyedüli darab, hiszen új kolléganője, Jenny Shaw is ugyanolyan makacs, mint ő. Nemcsak Jenny forgatja fel alaposan az életét, hanem a kézműves Victor (Jon Bon Jovi), az új ügyvéd Glenn Foy, és egy meglepő tanuló gondoskodik a zűrzavarról. Mindemellett Ally háztulajdonos és anya lesz! Az irodai esetek is ismét furcsábbak lesznek: tud egy betörő repülni vagy össze lehet téveszteni egy fejet egy focilabdával. Sok meglepetés és sztárvendég gondoskodik a hatalmas befejezésről.

## Szereplők

### Főszereplők
| Színész               | Szerep            | Magyar hang          |
| --------------------- | ----------------- | -------------------- |
| Calista Flockhart     | Ally McBeal       | Tóth Ildikó          |
| Calista Flockhart     | Ally McBeal       | Kisfalvi Krisztina   |
| Greg Germann          | Richard Fish      | Viczián Ottó         |
| Greg Germann          | Richard Fish      | Karácsonyi Zoltán    |
| Jane Krakowski        | Elaine Vassal     | Kiss Erika           |
| Peter MacNicol        | John Cage         | Háda János           |
| Peter MacNicol        | John Cage         | Láng Balázs          |
| Lisa Nicole Carson    | Renee Raddick     | Kocsis Mariann       |
| Portia de Rossi       | Nelle Porter      | Rudolf Teréz         |
| Lucy Liu              | Ling Woo          | Sánta Annamária      |
| Gil Bellows           | Billy Alan Thomas | Selmeczi Roland      |
| Gil Bellows           | Billy Alan Thomas | Csík Csaba Krisztián |
| Courtney Thorne-Smith | Georgia Thomas    | Kocsis Judit         |
| Robert Downey Jr.     | Larry Paul        | Rajkai Zoltán        |
| Hayden Panettiere     | Maddie Harrington | Gulás Fanni          |
| Vonda Shepard         |                   |                      |
| James LeGros          | Mark Albert       | Gáspár András        |
| Regina Hall           | Corretta Lipp     | Kerekes Andrea       |
| Julianne Nicholson    | Jenny Show        | Kiss Eszter          |
| Josh Hopkins          | Raymond Millbury  | Holl Nándor          |
| James Marsden         | Glenn Foy         | Seszták Szabolcs     |

### Vendégszereplők
- Albert Hall
- Al Green
- Anastacia
- Barry Manilow
- Barry White
- Brenda Strong
- Bruce Willis
- Christina Ricci
- Dyan Cannon
- Elton John
- Gloria Gaynor
- Heather Locklear
- Jon Bon Jovi
- Josh Groban
- Lisa Edelstein
- Marcia Cross
- Mariah Carey
- Matthew Perry
- Michael Vartan
- Sting
- Taye Diggs
- Tina Turner

## Epizódok
| Évad | Évad | Epizódok | Eredeti sugárzás     | Eredeti sugárzás | Eredeti adó |
| Évad | Évad | Epizódok | Évadpremier          | Évadfinálé       | Eredeti adó |
| ---- | ---- | -------- | -------------------- | ---------------- | ----------- |
|      | 1    | 23       | 1997. szeptember 8.  | 1998. május 18.  | FOX         |
|      | 2    | 23       | 1998. szeptember 14. | 1999. május 24.  | FOX         |
|      | 3    | 21       | 1999. október 25.    | 2000. május 22.  | FOX         |
|      | 4    | 23       | 2000. október 23.    | 2001. május 21.  | FOX         |
|      | 5    | 22       | 2001. október 29.    | 2002. május 20.  | FOX         |